# Le Livre de Christophe Colomb
Pour les articles homonymes, voir Christophe Colomb (homonymie).
Le Livre de Christophe Colomb est une pièce de théâtre en deux parties de Paul Claudel. La pièce lui est commandée par le metteur en scène allemand Max Reinhardt, elle est conçue à l'origine comme un opéra.
Une première version de 1927 est créée à l'Opéra de Berlin le 30 juin 1930 sur une musique de Darius Milhaud.
En 1954, pour la mise en scène de Jean-Louis Barrault au théâtre Marigny, Darius Milhaud crée une nouvelle musique de scène différente de l'opéra.

## Mises en scène notables
- 1960 : Christophe Colomb de Paul Claudel, mise en scène de Jean-Louis Barrault, l'Odéon - Théâtre de France.
- 1975 : Christophe Colomb de Paul Claudel, mise en scène de Jean-Louis Barrault, Théâtre d'Orsay.